# Arctic Sunrise (schip, 1975)
De Arctic Sunrise is een ijsbreker die sinds 1995 dienstdoet als actieschip van de organisatie Greenpeace.
Het schip is gebouwd in 1975 onder de naam Polarbjørn (Noors voor ijsbeer) en werd gebruikt voor de zeehondenjacht.
Het schip vaart onder Nederlandse vlag en heeft Amsterdam als thuishaven.

## Aan de ketting
In september 2013 voerde Greenpeace met de Arctic Sunrise in de Petsjorazee, onder Nova Zembla actie tegen olieboringen in het noordpoolgebied. Hierbij hadden enkele actievoerders zich vastgeketend aan het productieplatform Prirazlomnaya van Gazprom. 30 actievoerders werden door de Russische autoriteiten gearresteerd, het schip werd geënterd, naar de haven van Moermansk gesleept en aan de ketting gelegd. Op 2 oktober werd bekend dat vijf bemanningsleden door Rusland worden aangeklaagd wegens piraterij. De andere actievoerders zitten nog in voorarrest. Op 23 oktober werd bekend via persbureau Itar Tass dat het onderzoekscomité de aanklacht piraterij laat vallen en men het op hooliganisme houdt.
Op 22 november 2013 gaf het Internationaal Zeerechttribunaal in Hamburg een voorlopige voorziening voor de duur van het geding inzake de Arctic Sunrise. Op voorwaarde van de betaling van een borgsom (in de vorm van een bankgarantie) van 3,6 miljoen euro door de Nederlandse staat aan de Russische Federatie moest Rusland het schip onmiddellijk vrijgeven en alle aangehouden bemanningsleden vrijlaten. Ook moest het de bemanning en de Arctic Sunrise worden toegestaan het Russisch territorium te verlaten. Rusland stelde zich op het standpunt dat het zich bij de ratificatie van het VN-zeerechtverdrag niet heeft onderworpen aan bindende arbitrage als in de hoofdzaak aan de orde was en weigerde daarom mee te werken met het Zeerechtentribunaal.
Op 9 augustus 2014 keerde het schip terug in Nederland.
Op 17 mei 2019 werd bekendgemaakt dat Nederland en Rusland een schikking hebben getroffen. Greenpeace ontvangt 2,7 miljoen euro schadevergoeding en smartegeld.